# Sneltram A12
De Sneltram A12 is een door De Lijn voorgestelde sneltramverbinding van Brussel naar Willebroek, op het grondgebied van Grimbergen, Meise, Londerzeel, Puurs-Sint-Amands en Willebroek. Het nieuw aan te leggen tracé volgt voor het volledige tracé de autosnelweg A12. Het project is een onderdeel van het zogenaamde Brabantnet, dat als doelstelling heeft zoveel mogelijk passagiers te vervoeren die anders gebruik zouden maken van de auto: de zogeheten modal shift.

## Geschiedenis

### Idee
De eerste ideeën voor tramlijnen in Vlaams-Brabant werden voorgesteld in Wensnet, een visie op regionaal en interregionaal OV van De Lijn, opgemaakt in 2009. Het volledige Wensnet vormt eerder een uitgewerkte denkoefening van De Lijn, los van enige budgettaire beperkingen, dan een concreet plan.

### Brabantnet
Brabantnet is een concreet uitgewerkte versie van dit Wensnet voor Vlaams-Brabant en vormt een vervolg van het Pegasusplan voor de Vlaamse Ruit. Terwijl in het Pegasusplan geen sprake was van tramlijnen, werden er in de eerste fase van Brabantnet een viertal naar voor geschoven: drie sneltramlijnen, waaronder die langs de A12 en één regionale tram.

#### Tracéstudies
Van 2011 tot 2013 werden tracéstudies uitgewerkt. Toen de tracés bekend raakten liet het actiecomité 'Geen Tram In Mijn Tuin' uit Willebroek weten de komst van de tram te steunen, maar resoluut voor het 'terugvaltracé' te kiezen dat tegen de A12 blijft, in plaats van langs de achtertuin van zo'n 200 woningen.. De dienst Onroerend Erfgoed Vlaanderen had echter bezwaren tegen dit terugvaltracé, aangezien de trambaan dan vlak naast de ringgracht van het Fort van Breendonk zou komen te liggen. Ondertussen heeft de dienst Onroerend Erfgoed Vlaanderen haar bezwaar tegen het voorkeurtracé tussen de A12 en het Fort van Breendonk opgegeven en heeft de Vlaamse Regering op 6 december 2013 de voorkeurtracés vastgelegd. Op 6 december 2013 heeft de Vlaamse regering, de resultaten van de tracéstudies gebruikt om het voorkeurtracé vast te leggen. Nadien werd nog een variant onderzocht langs de oostzijde van de A12 in Meise, op vraag van de buurtbewoners. Dit bleek echter een minder wenselijke oplossing te zijn aangezien de dorpskernen van Meise en Wolvertem beiden langs de westelijke zijde van A12 gelegen zijn.
In 2013 werd een MKBA opgemaakt voor de sneltramlijn. Er werden twee MKBA-dossiers opgemaakt: één tot Willebroek en een voor een lijn die volledig tot Bornem en Boom gaat. Voor het eerste scenario zijn de te verwachten baten bijna tweemaal zo groot als de te verwachten kosten. De verlenging tot Bornem en Boom zou verlieslatend zijn. Deze werden echter nog niet officieel geschrapt. Het totale project Brussel-Bornem-Boom zou wel nog renderen (verhouding baten/kosten 1,5), maar 87% van de baten liggen op het traject tot en met Willebroek.
In 2023 was de tramlijn in projectfase beland.
De Werkvennootschap vroeg de betrokken gemeenten mee te betalen voor groen en onderhoud rond de haltes, maar die weigerden.

## Planning
In 2013 werd verwacht dat het RUP er zou zijn in 2015 en dat in 2017 het project aanbesteed zou kunnen worden om in 2020 in gebruik genomen te worden. Het gewestelijk RUP (GRUP) werd in februari 2018 definitief vastgesteld, maar er werd een nietigverklaring gevorderd bij de Raad van State. De Lijn stelt dat ten vroegste in 2020 gestart kan worden met de werken. In 2023 werd verwacht dat de werken eind 2025 zouden kunnen starten met een start van de exploitatie in 2028.

## Project

### Fietssnelweg F28
Bij het project van de aanleg van de sneltram A12 hoort ook de aanleg van de evenwijdige fietssnelweg F28 tussen Boom en Brussel, en van 7 fietsbruggen over de snelweg en de tramsporen.

### Halte Londerzeel
In Londerzeel is er anno 2021 een RUP "Hoppinpunt Londerzeel" in de maak, dat de aanleg van een Hoppinpunt met tramhalte mogelijk maakt.

## Financiering
De kostprijs voor de aanleg van de sneltram wordt geschat op 450 miljoen euro. 
In 2023 vroeg de Vlaamse overheid aan de vijf gemeenten langs de A12 om mee te betalen voor de nieuwe sneltram voor een bedrag van 17 miljoen euro, maar Willebroek, Londerzeel, Meise, Grimbergen en Puurs-Sint-Amands waren het daar niet mee eens. In juni 2023 werd verduidelijkt dat de gemeenten niet hoeven bij te dragen .

## Impact op erfgoed
Langs het tracé heeft het project op sommige locaties mogelijks een significante impact op historisch erfgoed. Dit is bijvoorbeeld het geval voor de Sprietmolen en de SInt-Antoniuskapel in Grimbergen.